# الیزابت بوربون، ملکه اسپانیا
الیزابت بوربون (انگلیسی: Elisabeth of France؛ ۲۲ نوامبر ۱۶۰۲ – ۶ اکتبر ۱۶۴۴) دختر آنری چهارم، پادشاه فرانسه بود که به واسطهٔ ازدواج با فلیپه چهارم، پادشاه اسپانیا، ملکهٔ اسپانیا و پرتغال شد.

## نگارخانه

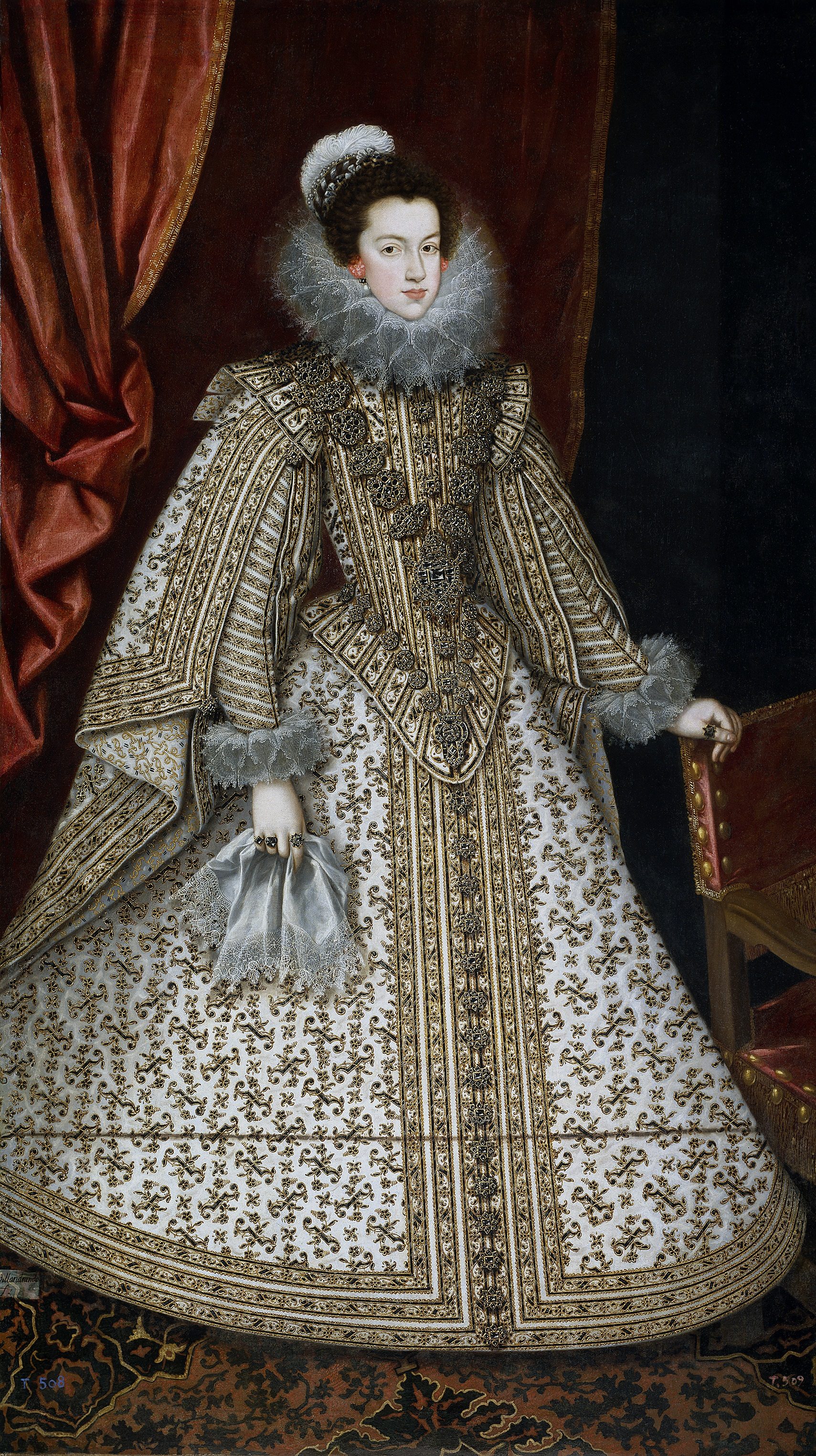
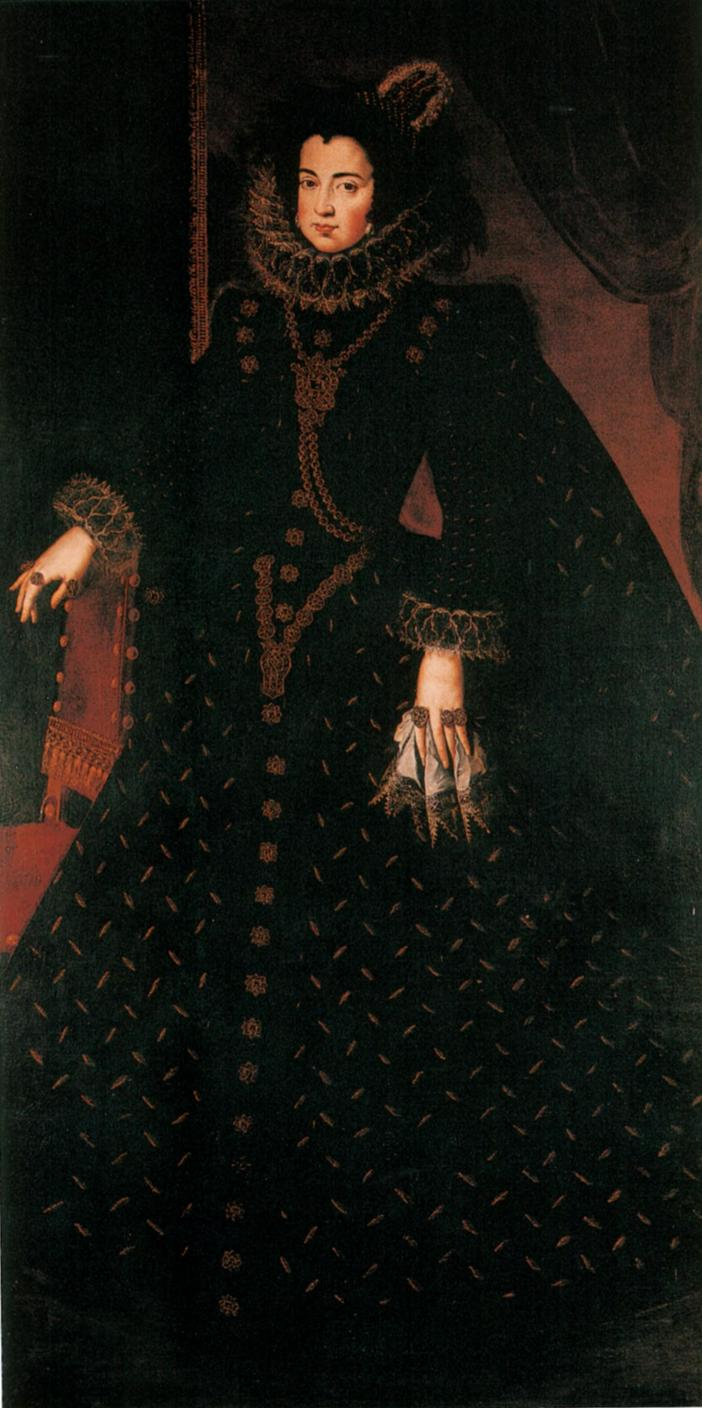
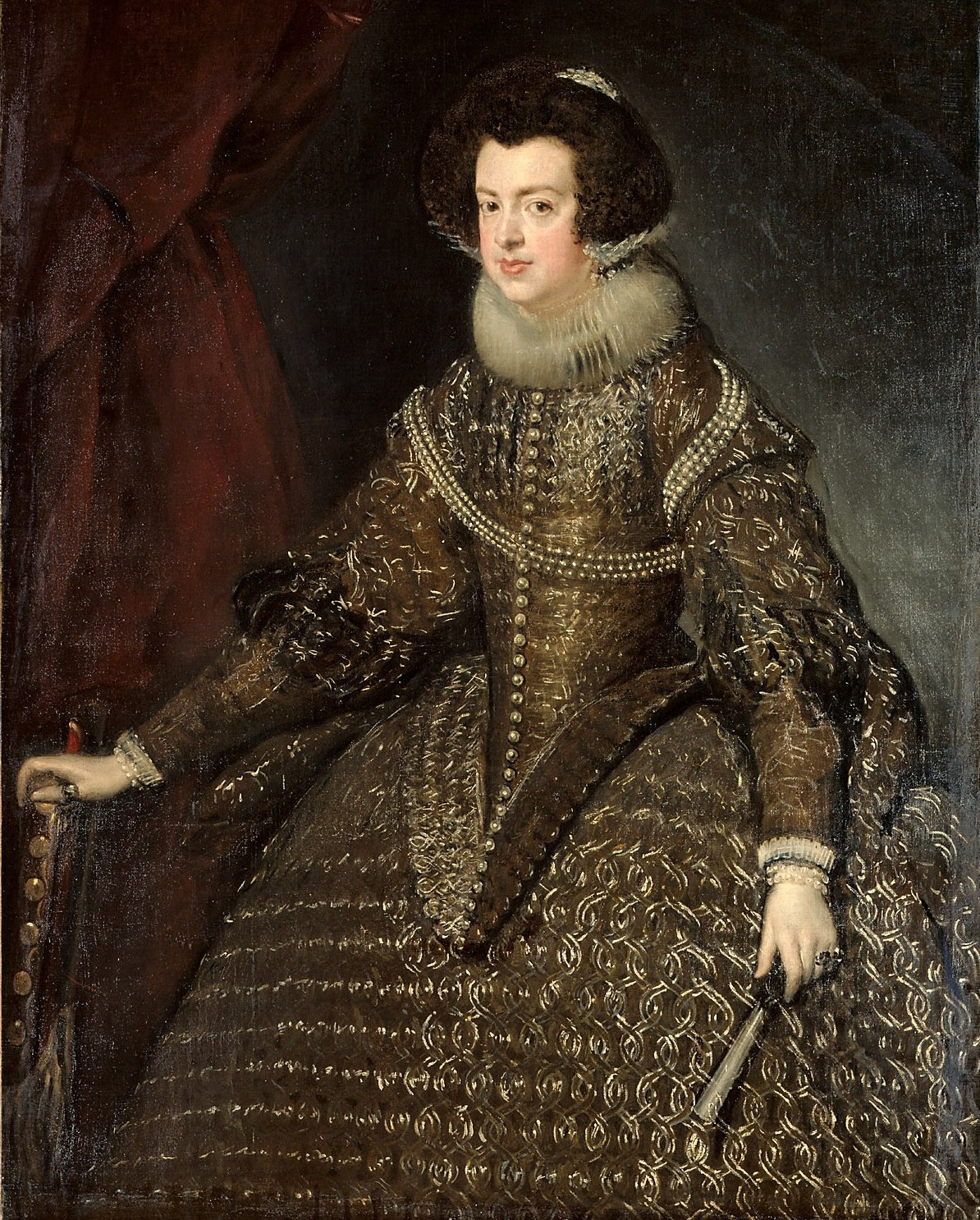
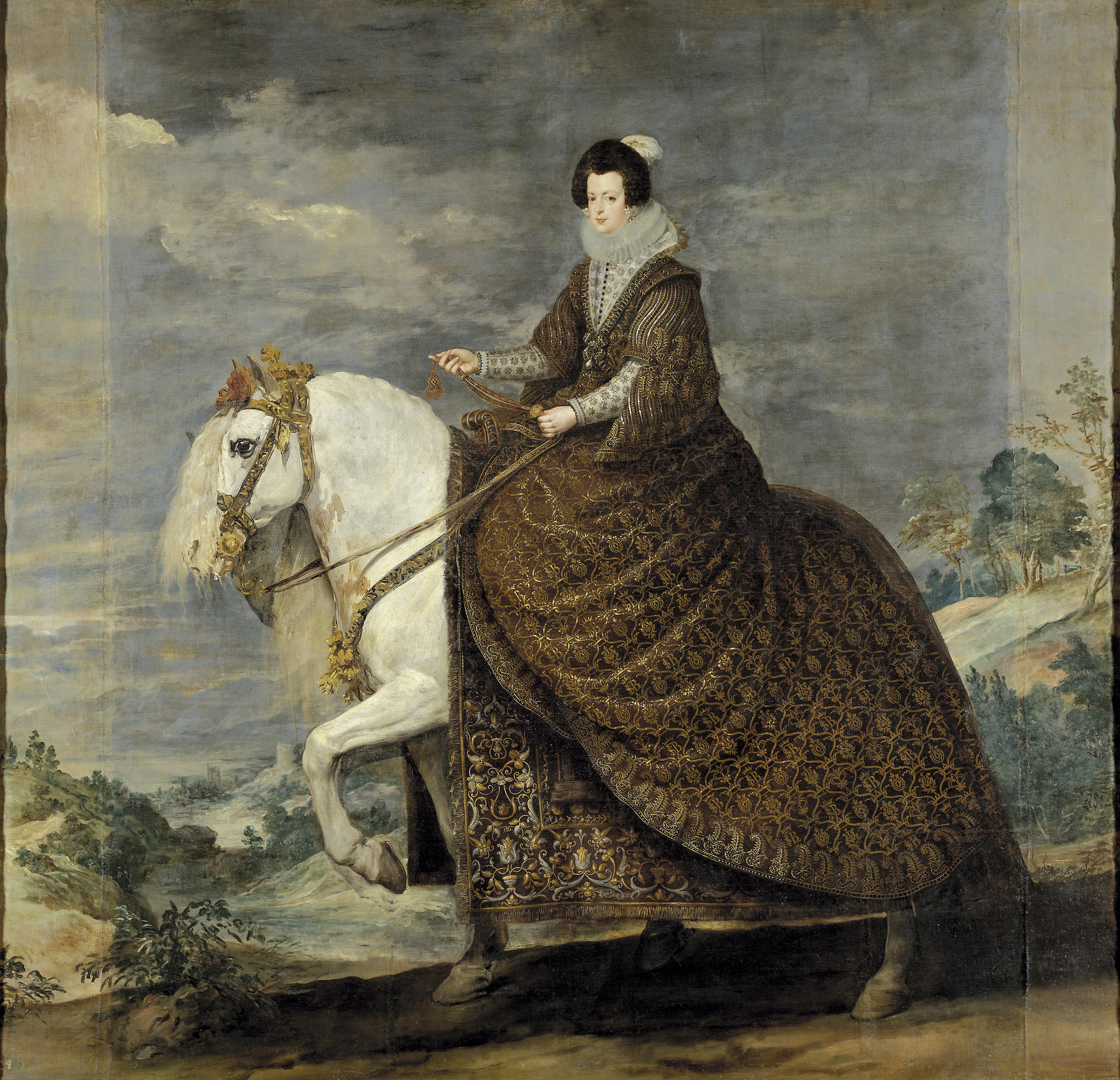